# Leslie Greengard
Leslie F. Greengard (Londres, 1958) é um matemático, médico e informático estadunidense.
É co-inventor do fast multipole method (FMM) em 1987, reconhecido como um dos algoritmos top-ten do século XX.

## Biografia
Greengard nasceu em Londres, e cresceu nos Estados Unidos: em Nova Iorque, Boston e New Haven. Obteve um B.A. na Universidade Wesleyan em 1979, um M.D. na Escola de Medicina Yale em 1987, e um Ph.D. em ciência da computação na Universidade Yale em 1987.
Greengard é professor de matemática e ciência da computação do Instituto Courant de Ciências Matemáticas, do qual foi diretor de 2006 a 2011.
É filho de Paul Greengard.

## Prêmios e honrarias
- 1979–1986, United States Public Health Service – National Research Service Award Medical Scientist Training Program
- 1987, Sandoz Thesis Award from the Yale School of Medicine
- 1987, "Doctoral Dissertation Award", Series Winner from the Association for Computing Machinery[6]
- 1987, Council of Graduate Schools/University Microfilms International Distinguished Dissertation Award, for his Ph.D. dissertation "The Rapid Evaluation of Potential Fields in Particle Systems"[7][8]
- 1987–1989, "Mathematical Sciences Postdoctoral Research Fellowship" from the National Science Foundation[9]
- 1990, Presidential Young Investigator Award from the National Science Foundation[10]
- 1990, "Fellowship for Science and Engineering" from the Packard Foundation[11][12]
- 1998, Invited Speaker, International Congress of Mathematicians
- 1999, Plenary Speaker, International Congress on Industrial and Applied Mathematics
- 2000, Plenary Speaker, SIAM Conference on Computational Science & Engineering
- 2001, "Prêmio Leroy P. Steele for Seminal Contribution to Research" in applied mathematics from the American Mathematical Society (together with Vladimir Rokhlin), for their paper describing a new algorithm: the fast multipole method (FMM)[1]
- 2004, "Margaret and Herman Sokol Faculty Award in the Sciences" from the New York University[13][14]
- 2005, Plenary Speaker, 2nd National Congress on Applied and Industrial Mathematics (France)
- 2006, elected to the U.S. National Academy of Sciences[15]
- 2006, elected to the Academia Nacional de Engenharia dos Estados Unidos[16]
- 2010, "National Security Science and Engineering Faculty Fellowship", from the U.S. Department of Defense (DoD)[17]
- 2010, Plenary Speaker, SIAM Annual Meeting